# 教頭當家
《ROOKIES》（日語：ルーキーズ）是日本漫畫家森田真法創作的日本漫畫作品。於《週刊少年Jump》1998年10號至2003年39號期間連載，單行本全24卷。連載到後期時由於作者的身體不好而停止連載。累計銷售量達到2000萬本。
2008年由TBS電視台製作成全部11集的電視連續劇，並在同年由東寶宣佈翻拍真人電影 後來在2009年上映。

## 劇情簡介
新上任的川藤幸一老師初到二子玉川學園高中（下稱二子玉川）。二子玉川的棒球部曾經是躋身甲子園（日本著名的全國高中棒球聯賽）、為該校寫上輝煌歷史的傳統學部；但現在的棒球部由於一次的集體毆鬥醜聞事件，隊員被暫停活動處分，最終成為了一群不良少年的聚集地。對於幫助不良少年懷著滿腔的熱誠，即使對於棒球一竅不通，川藤老師仍然奮而自薦成為棒球部的顧問。一群自暴自棄、失去目標的不良少年，被川藤老師的關愛所感動，對棒球的熱愛再被燃起，誓要實現進軍甲子園的夢想。
在原來的漫畫中登場的人物，名字皆取自日本職業棒球員的名字。二子玉川學園高中之角色的名字均來自阪神虎球隊的球員，而對手之名字均來自讀賣巨人球隊之球員。至於女性角色的名字，皆取自女播報員的名字。

## 登場人物

### 二子玉川學園高校

#### 棒球部
川藤幸一 Kawatou Kouichi
本作的男主角，本來執教於神田川高中，但由於一次毆打學生使之從二樓掉下來的事件，被校方辭退。後來到二子玉川再執教鞭，在安仁屋他們策劃向小林報復的那次相遇中，激發起改變他們的熱心，毅然擔任起棒球部的顧問。在校擔任語文科老師，但是由於時常緊張或興奮過度，令語調也變得奇怪。為人樂觀、積極正面，在現今這個「戲劇性」的老師不再存在的校園文化裡，仍然保持一貫的天生熱血。為與學生一起實現夢想不惜愛情全力以赴，對於失去理想的學生則積極鼓勵他們不要尋找夢想。但由於為人太耿直，時常在校裡引起麻煩。雖然熱血的言行與處事方式時常令棒球部的隊員大吃一驚，但其實隊員們都滿尊敬他。
從小接受父親嚴格的格鬥術訓練（但是，作品中沒有詳細地談及跟隨父親學武的事情），空手道到達兩段的水平，曾在首都大會的空手道比賽中獲勝。可是對棒球卻完全沒有認識，連賽規也不知道，但是因為接下了棒球部顧問一職，所以便不斷學習棒球的技術和知識。即使無法給予隊員甚麼實際上的幫助，但對於棒球部而言，卻是一直給予隊員們奮鬥力量的重要存在。即使對著敵方高校的學生們，也會給予鼓勵，因為認為磊落地戰勝對手才有意義。
重視禮節，喜歡引用偉人的名言教訓學生，無比的喜歡杯麵，認為結領帶是師生疏遠的象徵，對於追求異性沒有機心。
名字的由來是川藤幸三+田淵幸一。
安仁屋惠壹 Aniya Keiichi
右投右打（慣用手／打席）・號碼1・181cm・75kg
遠投123m・50M走6.0秒
最尊敬的人：監督（二子玉川棒球部的監督正是川藤幸一）
擔任投手。排第四棒的頂尖投手。剛升上高中時擔任外野手（正式選手），走、攻、守皆全備的全能球員，據說在不發揮所有實力的情形下，打擊率也輕易地超過六成。厭惡名門的高中，而升上二子玉川。在一年級的夏天以後備外野手的身份參與球賽，在替補席上目睹棒球部暴力毆鬥事件，看著隊友們胡鬧的樣子，比賽最終在絕望中中斷。之後，望著初中時代超越不過的強敵川上在夏季甲子園的賽事中，第一局就被敵方拿下12分的身影，明白到與甲子園的實力水平差距，心感即使有多努力也是徒然，對棒球死了心，過著懶散的高中生活，直至遇上川藤，再次燃起鬥志。經過一輪猛烈的苦練，對棒球的感覺更上一層。同時亦明白到自己的能力增強故然重要，隊友的成長和彼此鼓勵亦同樣重要。直線球的最高時速二年級時是MAX150km/h、三年級時是155km/h。
名字的由來是安仁屋宗八+藪惠壹。
御子柴徹 Mikoshiba Tooru
右投右打・號碼4・154cm・47kg
遠投83m・50M走6.9秒
最尊敬的人：監督
擔任隊長，在球隊中擔當二壘手，負責守護捕手及領導球隊，打擊順序基本上是排第二。在二子玉川的棒球部經過那次「集體毆鬥醜聞事件」而變成不良少年的聚腳點後，是棒球部內唯一仍保持良好品行的成員（但是在漫畫連載版本中，御子柴在故事初期已有吸菸習慣了）。初中時代已喜歡棒球而加入學校的棒球部，但是被揶揄為「拾球大臣」並時常被同學們（甚至是學弟們）差遣做些諸如撿球和跑腿的瑣事，即使在二子玉川棒球部被暫停活動處分期間仍然是被隊友們當做跑腿那樣的存在。但是即便如此，對於棒球的熱情，並沒有被這樣的際遇而抹煞掉。隨著川藤修復棒球部，便因為作為修復棒球部的最初發起人，因而被選為隊長，再次活躍起來。在棒球部再次活躍之初期，隊友們也只是把御子柴繼續當做跑腿，但隨著隊友間的夥伴關係日漸加深，隊友們最終逐漸地把御子柴當為真正的隊長。擁有如同鐵壁一般的守備能力、打擊急促而靈巧，作戰策略也獨具見地。但是，在比賽中容易緊張，失誤也多。在感動的時候常會眼淚兩行，經常為此被隊友們調戲。
名字的由來是御子柴進+和田徹。
新庄 慶 Shinjou Kei
右投左打・號碼10→5・185cm・81kg
背肌力270kg・遠投112m・50M走6.3秒
最尊敬的人：擔任（註：日本的初中和高中每個學科課程皆設有「課程擔任」一職。所謂「課程擔任」是指擔任某專門學科課程指導的教師。相信此處所指的「擔任」就是導師川藤幸一。）
棒球部不良少年中最擅長打架的一員，雖然看似孤僻橫暴，但其實相當看重朋友。在棒球部恢復活動後擔任三壘手，與外表相反的，是部員中最能保持冷靜穩重的同伴，而且據漫畫中所述，新庄的學業成績其實還不壞。少見的右投左打，有著可以將球輕易送出場外的打擊力道和敏銳的選球眼，在二子玉川是僅次於安仁屋的重砲手。
名字的由來是新庄剛志+井川慶。
関川 秀太 Sekikawa Shuuta
右投右打・背號8・163cm・54kg　A型
遠投88m・50M走5.6秒
最尊敬的人：擔任
曾是田徑隊員，是隊中的飛毛腿，因其出色的腳程常擔當球隊的第一棒，守備位置是外野（通常是中外野）。棒球部尚未整頓前，所有大型電動機台都是關川偷來的。個性隨興，雖然因為與御子柴率先「倒戈」而被新庄揍得半死，後來仍對新庄釋出善意、邀請他重回棒球部。
名字的由來是関川浩一+田中秀太。
若菜 智哉 Wakana Tomochika
右投右打・背番號2・179cm・71kg　B型
背筋190kg・遠投97m・50M走6.4秒
最尊敬的人：擔任
擔當捕手，一開始因為害怕打者的揮棒而總是閉著眼睛蹲捕導致完全接不到投手的投球，後來在秘密自我特訓後克服。個性衝動但真誠，是球隊中的氣氛製造者。
名字的由來是若菜嘉晴+坪井智哉。
平塚 平 Hiratsuka Taira
右投右打・背號5→10・175cm・75kg O型
握力右約82.5kg・遠投100m・50M走7.0秒
最尊敬的人：兩津勘吉
名字的由來是平塚克洋+藤田平。
通稱阿平，平仔，跟今岡從中學時代就認識，二子玉川棒球部最初的不良部員之一。雖然是不良學生之一，但因為其單純有如笨蛋般的性格，基本上常被其他部員無視，在棒球部重建時，因為暗戀的八木塔子擔任棒球部經理，而重新加入棒球部。因為守備能力和打擊技巧太差，雖然有強大的蠻力，平塚在二子玉川還是只能擔任萬年代打，唯一例外的場合是投手投出頭部觸身球的時候，會激發平塚緊急狀態下的潛能，將球打擊出去。監督川藤因此稱他為"打機運戰的秘密武器"。
岡田 優也 Okada Yuuya
左投左打・背番號7→9・170cm・59kg A型
遠投85m・50M走6.8秒
最尊敬的人：擔任
雷鬼頭是他的正字標記，守備位置是外野。
名字的由來是岡田彰布+安藤優也。
湯舟 哲郎 Yufune Tetsurou
右投右打・背番號3・186cm・80kg　O型
背筋195kg・遠投100m・50M走6.5秒
最尊敬的人：擔任
守備位置是一壘手
名字的由來是湯舟敏郎+川尻哲郎。
檜山 清起 Hiyama Kiyooki
右投右打・背番號6・174cm・65kg O型
遠投90m・50M走6.9秒
最尊敬的人：擔任
常擔任球隊的游擊手，性格直爽，偶爾會作為理智的角色拉住衝動的若菜。
名字的由來是檜山進次郎+中西清起。
今岡 忍 Imaoka Shinobu
右投両打・背番號9→7・152cm・45kg　AB型
遠投76m・50M走7.3秒
名字的由來是今岡誠+福原忍。
赤星 獎志 Akaboshi Shouji
左投左打・背番號1→11・177cm・72kg
背筋240kg・握力右69kg左72kg・遠投115m・50M走5.8秒
最尊敬的人：無
名字的由來是赤星憲広+遠山獎志。
濱中 太陽 Hamanaka Taiyo
右投右打・背番號12・167cm・52kg
遠投74m・50M走7.2秒
最尊敬的人：淳君
名字的由來是濱中治+藤田太陽。
八木 塔子 Yagi Touko
經理
安仁屋的青梅竹馬，個性開朗外向，棒球部裡只有塔子敢稱呼安仁屋為「小惠」，與安仁屋從小一起長大，從合唱部轉至棒球部擔任經理。
名字的由來是八木裕+雨宮塔子。

## 出版書籍
| 卷數 | 集英社        | 集英社             |
| 卷數 | 發售日期      | ISBN               |
| ---- | ------------- | ------------------ |
| 1    | 1998年5月1日  | ISBN 4-08-872570-3 |
| 2    | 1998年9月2日  | ISBN 4-08-872605-2 |
| 3    | 1998年11月2日 | ISBN 4-08-872629-8 |
| 4    | 1999年1月7日  | ISBN 4-08-872655-7 |
| 5    | 1999年4月2日  | ISBN 4-08-872697-7 |
| 6    | 1999年7月2日  | ISBN 4-08-872736-3 |
| 7    | 1999年10月4日 | ISBN 4-08-872774-5 |
| 8    | 2000年1月7日  | ISBN 4-08-872812-4 |
| 9    | 2000年3月3日  | ISBN 4-08-872839-1 |
| 10   | 2000年5月1日  | ISBN 4-08-872865-0 |
| 11   | 2000年8月4日  | ISBN 4-08-872893-3 |
| 12   | 2000年11月2日 | ISBN 4-08-873036-3 |
| 13   | 2001年1月4日  | ISBN 4-08-873062-2 |
| 14   | 2001年4月5日  | ISBN 4-08-873102-5 |
| 15   | 2001年6月3日  | ISBN 4-08-873124-7 |
| 16   | 2001年9月4日  | ISBN 4-08-873159-9 |
| 17   | 2001年11月1日 | ISBN 4-08-873184-1 |
| 18   | 2002年3月4日  | ISBN 4-08-873229-9 |
| 19   | 2002年5月1日  | ISBN 4-08-873263-3 |
| 20   | 2002年8月2日  | ISBN 4-08-873301-2 |
| 21   | 2002年11月1日 | ISBN 4-08-873342-5 |
| 22   | 2003年3月4日  | ISBN 4-08-873391-3 |
| 23   | 2003年6月4日  | ISBN 4-08-873433-0 |
| 24   | 2003年11月4日 | ISBN 4-08-873503-0 |

文庫版
| 卷數 | 集英社         | 集英社                 |
| 卷數 | 發售日期       | ISBN                   |
| ---- | -------------- | ---------------------- |
| 1    | 2007年9月14日  | ISBN 978-4-08-618662-9 |
| 2    | 2007年9月14日  | ISBN 978-4-08-618663-6 |
| 3    | 2007年10月18日 | ISBN 978-4-08-618664-3 |
| 4    | 2007年10月18日 | ISBN 978-4-08-618665-0 |
| 5    | 2007年11月16日 | ISBN 978-4-08-618666-7 |
| 6    | 2007年11月16日 | ISBN 978-4-08-618667-4 |
| 7    | 2007年12月13日 | ISBN 978-4-08-618668-1 |
| 8    | 2007年12月13日 | ISBN 978-4-08-618669-8 |
| 9    | 2008年1月18日  | ISBN 978-4-08-618670-4 |
| 10   | 2008年1月18日  | ISBN 978-4-08-618671-1 |
| 11   | 2008年2月15日  | ISBN 978-4-08-618672-8 |
| 12   | 2008年2月15日  | ISBN 978-4-08-618673-5 |
| 13   | 2008年3月18日  | ISBN 978-4-08-618674-2 |
| 14   | 2008年3月18日  | ISBN 978-4-08-618675-9 |

## 電視劇
由TBS電視台製作成11集電視連續劇，於2008年4月19日到7月26日星期六19:56-20:54播出（第一集及最後一集片長達1小時54分鐘，提前至19:00-20:54播出）。由佐藤隆太擔綱主演。劇情是原作漫畫單行本24卷之部分內容。2008年秋季預計放送特別篇，2009年上映電影版（詳情請閱下面電影）。緯來日本台於2009年8月4日開始播出，譯為《不良學園》。

### 演員
- 川藤幸一：佐藤隆太
- 安仁屋惠壹：市原隼人
- 御子柴徹：小出惠介
- 新莊慶：城田優
- 關川秀太：中尾明慶
- 若菜智哉：高岡蒼甫
- 平塚平：桐谷健太
- 岡田優也：佐藤健
- 湯舟哲郎：五十嵐隼士
- 檜山清起：川村陽介
- 今岡忍：尾上寛之
- 八木塔子：村川繪梨
- 池邊駿作：淺野和之
- 真弓理英：吹石一惠
- 掛布光秀：天野博之
- 村山義男：伊武雅刀
- 藤村輝弘：大杉漣
- 藤田カオル：能世安奈
- 島野右京：平山浩行
- 辻豊：矢部享祐
- 遠井週三：森山米次
- 鳥谷：升田尚宏（TBS播報員）
- 亀山明日香：高山都
- 星野あきら：石橋杏奈
- 豬俁雪乃：高梨臨
- 坪井大胡：松本寬也
- 古溝克也：小林伊織
- 松永彩子：星井七瀬
- 石嶺美穂：松田まどか
- 小林：郭智博
- 國枝：鈴之助
- 直美：木口亞矢
- 弓長：伊崎央登
- 上阪：遠藤要
- 江夏卓：上地雄輔
- 河埜拓哉：阿部亮平
- 柴田公治：田島亮
- 淡口英智：林剛史
- 中畑剛祐：淺利英和
- 岡崎一樹：小幡誠
- 沢村：織本順吉
- 國松：田口浩正
- 水原：山本龍二
- 鹿取：淺利陽介
- 角：杉浦大介
- 宮本：五十嵐大輔
- 黒江：山根和馬
- 安仁屋之父：川藤幸三（為阪神虎川藤幸三本人）

友情演出
- 張本琢己：森山未來
- 御子柴響子：綾瀨遙
- 集田實:渡部篤郎

### 工作人員
- 原著：森田正則《ROOKIES》（臺灣東立譯為：菜鳥總動員）
- 企劃：石丸彰彥
- 劇本：いずみ吉絋
- 監製：津留正明
- 導演：平川雄一朗、武藤淳、山本剛義、中前勇児
- 音樂：羽毛田丈史、高見優
- 音樂製作：志田博英
- 製作：TBS電視台
- 製作著作：TBS

### 主題曲
ED《奇蹟》
- 作曲：GReeeeN
- 作詞：GReeeeN
- 主唱：GReeeeN
- 單曲專輯：UPCH-80081（發行日：2008年5月28日）

### 播放列表
| 集數                                             | 首播日期      | 原文副標 | 中文副標                                     | 導演       | 收視率 |
| ------------------------------------------------ | ------------- | -------- | -------------------------------------------- | ---------- | ------ |
| 第1集                                            | 2008年4月19日 |          | 新人教師與不良生徒的熱鬥今天開始             | 平川雄一朗 | 12.2%  |
| 第2集                                            | 2008年4月26日 |          | 無論何時都要相信夢想！                       |            | 14.8%  |
| 第3集                                            | 2008年5月3日  |          | 想要保護的東西                               |            | 15.4%  |
| 第4集                                            | 2008年5月10日 |          | 從最底層出發！                               |            | 13.1%  |
| 第5集                                            | 2008年5月17日 |          | 如果輸了就要解散…這時，最後的男人！          |            | 16.4%  |
| 第6集                                            | 2008年6月7日  |          | 奇蹟的初次勝利成為現實？！ 然後，眼淚的別離… |            | 15.4%  |
| 第7集                                            | 2008年6月14日 |          | 不准失敗！                                     |            | 14.2%  |
| 第8集                                            | 2008年6月28日 |          | 向著遙遠的夢想…明天的勝利                    |            | 14.7%  |
| 第9集                                            | 2008年7月5日  |          | 被弄髒的自豪                                 |            | 14.6%  |
| 第10集                                           | 2008年7月19日 |          | 結局之前篇〜臨終的夏天…然後                  |            | 12.5%  |
| 第11集                                           | 2008年7月26日 |          | 結局之後篇〜再會吧！我愛的恩師               |            | 19.5%  |
| 平均收視率 14.8%（Video Research調查・關東地區） |               |          |                                              |            |        |

1. ※2008年5月24日及31日由於播放「2008年北京奧運會排球項目最後預賽」的關係，該周暫停播放。
2. ※2008年6月21日及7月12日由於播放「2008年世界女排大獎賽」的關係，該周暫停播放。
3. ※第1集與第11集播出時間皆為19:00-20:54，片長延長至約2小時。

## 節目的變遷
| TBS系列 星期六晚8點時段連續劇                                     | TBS系列 星期六晚8點時段連續劇     | TBS系列 星期六晚8點時段連續劇 |
| ----------------------------------------------------------------- | --------------------------------- | ----------------------------- |
|                                                                   | ROOKIES （2008.4.19 - 2008.7.26） |                               |
| 地球ジオグラTV （2007.10.13 - 2008.2.9） ※ 至此之前為綜藝節目時段 | 戀空 （2008.8.2 - 2008.9.13）     |                               |

| 緯來日本台 週一至週五 每晚10點        | 緯來日本台 週一至週五 每晚10點     | 緯來日本台 週一至週五 每晚10點 |
| ------------------------------------- | ---------------------------------- | ------------------------------ |
|                                       | 不良學園 （2009.8.4 - 2009.8.20）  |                                |
| 破案天才奇娜 （2009.7.22 - 2009.8.3） | 天才駭客F （2009.8.21 - 2009.9.4） |                                |

## 電影
由電視劇原班製作班底及演員陣容，以『ROOKIES－畢業－』為劇名，計劃於2009年5月30日東寶系劇場公開上映。日本地區票房為2009年電影第一名，累積票房達日幣85.5億元。

導演為平川雄一朗。電影是電視劇版的續集，故事加入非原著漫畫橋段的全新創作，主要在描述主人翁們升上3年C班後，進軍甲子園的故事，並以二子玉川高中對笹崎高校的甲子園預賽作為主軸。電視劇版沒登場的赤星·濱中也將在電影版登場。
台灣譯為《菜鳥總動員：畢業決戰 - 不良學園終極電影版》台灣上映日期2009年8月28日

### 電影版新增角色
二子玉川學園
- 赤星獎志：山本裕典
- 濱中太陽：石田卓也

笹崎高校
- 川上貞治：武田航平

### 電影主題曲
『遥か』
- 作曲：GReeeeN
- 作詞：GReeeeN
- 編曲：GReeeeN
- 主唱：GReeeeN
- 單曲發行日：2009年6月10日(也收錄在GReeeeN第三張專輯「塩、コショウ」中)

### 票房
台灣方面，全臺累計票房達到700萬新台幣。

## 腳註
1. ↑  月曜ゴールデン『映画「ROOKIES-卒業-」』 （页面存档备份，存于） TBSテレビ (2011年8月)
2. ↑  
《送行者》2009台灣日片王 踩《波妞》吞5千萬 （页面存档备份，存于） 2009.12.23 蘋果日報

## 外部連結
- （日語）集英社漫畫書庫官方網站 （页面存档备份，存于）
- （日語）TBS電視劇官方網站 （页面存档备份，存于）
- （日語）電影版官方網站 （页面存档备份，存于）
- （中文）電影版官方網站 （页面存档备份，存于）